# Джордж Дуглас из Питтендрейха
Джордж Дуглас из Питтендрейха (англ. George Douglas of Pittendreich; ок. 1490 — август 1552) — шотландский дворянин и дипломат, член могущественной семьи Рыжих Дугласов, которая боролась за контроль над молодыми королем Яковом V в 1528 году. Его вторым сыном стал Джеймс Дуглас, 4-й граф Мортон и регент Шотландии. Первоначально Джордж Дуглас способствовал вступлению в брак Марии, королевы Шотландии, принца Эдуарда Английского. После объявления войны между Англией и Шотландией он работал во имя мира и усиления могущества Мария де Гиз, вдовы Якова V Стюарта.

## Семья
Джордж Дуглас был младшим братом Арчибальда Дугласа, 6-го графа Ангуса (1489—1557), и поэтому при жизни его называли «мастером Ангуса». Его родители были Джордж Дуглас, мастер Ангус (ок. 1469—1513), и Элизабет Драммонд, дочь Джона Драммонда, 1-го лорда Драммонда. Джордж женился на Элизабет Дуглас, дочери и наследнице Дэвида Дугласа из Питтендрейха близ Элгина.
Семья Дугласов получила опеку над молодым Яковом V в 1526 году. После того, как король сбежал от них, он осадил замок Танталлон в 1529 году. Члены семьи Дугласа и их союзники, включая Александра Драммонда, были лишены своих земель и титулов парламентом Шотландии. Когда семья была восстановлена в 1543 году, Джордж Дуглас был законным представителем графа Мортона, чьи земли были конфискованы. Когда земли Мортонов были восстановлены за их прежним владельцем, у Джорджа Дугласа родился сын Джеймс, будущий регент, женатый на младшей дочери Мортона, Элизабет Дуглас. Старшая дочь 3-го графа Мортона Маргарет вышла замуж Джеймса Гамильтона, 2-го графа Аррана, а еще одна дочь Беатрикс вышла замуж лорда Максвелла. К сожалению, все эти три сестры страдали психическими расстройствами.
Старший сын Джорджа Дэвид Дуглас (ок. 1515—1558), который стал 7-м графом Ангусом, женился на Маргарет Гамильтон, дочери Джона Гамильтона из Самуэльтона, брата регента Аррана. Арран дал им приданое в размере 1000 фунтов стерлингов из королевской казны в ноябре 1552 года.
У Джорджа были сын, Джордж, и дочь, Элизабет, вне его брака. Сын женился на Мариун Дуглас, наследнице Паркхеда или Паркхайда, и поэтому стал известен как Джордж Дуглас из Паркхеда (? — 1602) и был позже пробстом Эдинбурга и хранителем Эдинбургского замка. Его дочь от леди Дандас, Элизабет, вышла замуж за Сметона Ричесона.

## Военная и дипломатическая карьера
В 1515 году Джордж Дуглас защитил замок Стерлинг для Маргарет Тюдор, чтобы попытаться помешать регенту Олбани получить контроль над Яковом V, но покинул замок. Он был заключен в Эдинбургский замок а потом в Далкейтском дворце, а потом в замке Блэкнесс, опасаясь, что семья Дугласов похитит короля.
В августе 1526 года граф Леннокс пытался похитить Якова V из Холирудского дворца. Дугласы перевели короля в дом архиепископа Сент-Эндрюсского в Каугейте в Эдинбурге, где Джордж Дуглас мог бы вести более надежную охрану с 40 мужчинами. Когда графы Леннокс и Ангус вступили в бой в 2 милях к западу от Линлитгоу 4 сентября 1526 года Джордж Дуглас был послан, чтобы привести войска, собранные в Эдинбурге, и молодого короля. Король попытался задержать Джорджа, и в Корсторфине, неподалеку от Эдинбурга, Джордж Дуглас повысил голос на Якова V и пригрозил ему.
В мае 1528 года Яков V сбежал из-под опеки Дугласов и Джорджа к своей матери в замок Стерлинг. Согласно шотландским хроникам, в том числе Роберт Линдси из Пицкотти, Яков Стюарт сбежал из Фолклендский дворец ночью. В рассказе Пицкотти, когда Джордж Дуглас обнаружил, что король уехал, он первым поскакал к замок Баллинбрайх, но был извещен графом Роутсом, что короля там не было. Джордж Дуглас вернулся в Фолкленд, а граф Ангус, Джордж и его брат Арчибальд поехали в замок Стерлинг. Они узнали, что король Яков объявил их исключенными из своего окружения. Впоследствии владения Дугласов были конфискованы парламентом Шотландии, и хотя осада Яковом их замка в Танталлоне потерпела неудачу, они отправились в изгнание в Англию.
Письмо, написанное Джорджем Дугласом, является самым ранним источником истории о том, что король Яков V сделал Оливера Синклера с Питкэрна командующим своей армией перед битвой при Солуэй-Мосс (1542). Эта история подверглась сомнению со стороны современного историка Джейми Кэмерона, который указывает, что изгнанный Джордж Дуглас многое выиграл, сфабриковав такой инцидент. После смерти Якова V Джордж Дуглас и его брат граф вернулись в Шотландию в январе 1543 года в компании нескольких лордов, взятых в плен в Солуэй-Мосс . Виконт Лайл, лорд-хранитель границы, услышал, что Джорджа приветствовали в Шотландии, и оставался с Арраном до полуночи 15 января 1543 года в Холирудском дворце. На следующий день его встретил кардинал Дэвид Битон, и они обнялись. Регент Арран заявил, что Дугласы будут возвращены на свои земли.
18 марта 1543 года Джордж Дуглас заключил контракт с Джеймсом Дугласом, 3-м графом Мортоном; он заплатит графу 2000 фунтов стерлингов, он поможет Мортону вернуть земли, которые он передал (по принуждению) Якову V, а сын Джорджа Джеймс, будущий регент, женится на дочери графа Элизабет.
Сначала Джордж был сторонником брака Марии Стюарт, королевы Шотландии, с английским принцем Эдуардом Тюдором. Он ненадолго побывал в Лондоне в апреле 1543 года в качестве представителя парламента Шотландии . Семейный историк Дэвид Хьюм из Годскрофта записывает анекдот о том, что Джордж Дуглас используется для достижения консенсуса в отношении английского брака. В этой сказке один придворный врач принял на себя невыполнимую задачу — научить осла говорить. Другие врачи потерпели неудачу и были казнены. Этот врач согласился сказать королю, что это займет десять лет и будет очень дорого. Его друзья спросили, почему он это сделал, и он ответил: через десять лет я, осёл или король, возможно, умрут, а тем временем я получил свою зарплату. Джордж должен был утверждать, что брак Марии был таким, что угроза со стороны англичан уже присутствовала, но пройдут годы, прежде чем она достигнет совершеннолетия и брак будет заключен.
Мария де Гиз, мать Марии, королевы Шотландии, была еще одной политической силой в Шотландии, и она сказала английскому дипломату Ральфу Сэдлеру, что Джордж Дуглас «был таким же хитрым и коварным человеком, как и любой другой во всей Шотландии». Регент Арран сказал примерно то же самое о ней, и Джордж Дуглас сказал то же самое о кардинале Битоне, и Сэдлер отметил эти разговоры как мог и отправил их Генриху VIII.
Дипломатическая миссия в Англию была запланирована для окончательной доработки брачного договора. Ральф Сэдлер описал свою раннюю утреннюю встречу с Джорджем Дугласом 1 мая 1543 года в письме королю Генриху VIII. Дуглас сказал ему, что шотландское духовенство работает против планов Генри, чтобы сохранить их «пышность и славу». Регент Арран все еще был настроен прийти к соглашению с Генрихом VIII, и дворянский совет решил отправить его и лорда Максвелла в Лондон в качестве послов. Джордж спросил совета у Сэдлера об этой миссии. Джордж думал, что Генрих VIII будет рад принять сына Аррана Джеймса Гамильтона в качестве заложника для возможной доставки Марии, королевы Шотландии, в Англию, потому что, если королева умерла, молодой Гамильтон может стать наследником престола Шотландии, и он должен был жениться на принцессе Элизабет. Тем временем Генрих VIII мог назначить английских и шотландских слуг, чтобы они служили Марии в Шотландии. Джеймс Дуглас предложил Сэдлеру понять, что граф Леннокс и духовенство сформируют фракцию или партию против регента Аррана, и это неизбежно заставит его все глубже залезть в карман Генриха, чтобы «работать с ним по его воле». Он также мог бы предложить Генриху свой совет о том, как лучше всего вторгнуться в Шотландию: «Тем не менее, я могу посоветоваться с его высочеством по поводу состояния этой страны и сказать, мой бедный ум, как то же самое должно быть завоевано силой». Дуглас сказал Сэдлеру, что предпочел бы графа Гленкэрна в качестве компаньона-дипломата, чем Максвелла, и в этом вопросе он добился своего. Сэдлер отметил для Генри, что Дуглас и Гленкэрн были друзьями друг для друга и мудрыми людьми, «и, если они не настоящие люди, и, уверяю ваше величество, то не шотландец, которому можно доверять».
Джордж Дуглас и граф Гленкэрн отправились на встречу с английским королем Генрихом VIII в Хэмптон-корт 20 мая 1543 года; Джордж пробыл там всего несколько дней. Юстас Чапуис отметил, что он должен был вернуться с благоприятными новостями от Генриха. Томас Ризли помог разработать предложения, которые Джордж привез в Шотландию. Мэри будет отправлена в Англию в возрасте 8 или максимум 10 лет, и она выйдет замуж за Эдварда, когда ей будет двенадцать. Джордж вернулся в Эдинбург 29 мая, и Ральф Сэдлер сказал, что представил английские статьи 4 июня.
1 июля Джордж Дуглас вернулся в Лондон в качестве уполномоченного по завершению Гринвичского договора, который должен был установить мир между Англией и Шотландией и обеспечить план королевского брака. Затем Джордж попытался примирить графа Аррана и кардинала Битона, который был против этого династическо гобрака. Перед ратификацией договора шотландскими лордами 25 августа Джордж Дуглас провел встречу с кардиналом в замке Сент-Эндрюс 15 августа 1543 года при содействии графа Маришала и Джеймса Киркалди из Грейнджа. Кардинал отдал регенту Аррану лорда Сетона в заложники для безопасности Джорджа. Джордж сказал Сэдлеру после встречи, что кардинал Битон стал послушным и хотел только получить благосклонность Генри и Аррана, но опасался, что шотландские аббатства будут ликвидированы. Кардинал Битон отказался явиться на ратификацию из-за чувств его партии и личной злобы жены Аррана, Маргарет Дуглас. (Она была старшей дочерью 3-го графа Мортона.) Ратификация была отложена, но переговоры Джорджа Дугласа в Сент-Эндрюсе предотвратили вооруженный конфликт. Несмотря на усилия Джорджа, регент Арран и шотландский парламент отклонили Гринвичский договор в декабре 1543 года, что привело к Войне грубых ухаживаний (1542—1551).
После первых английских набегов 1544 года были предприняты шаги по смещению графа Аррана с поста регента и передаче роли вдовствующей королеве Марии де Гиз. Джордж Дуглас и граф Ангус были среди ее сторонников и были заключены в тюрьму в замке Блэкнесс. Эдвард Сеймур, лорд Хартфорд, высадил армию в Лите 3 мая 1544 года, которая сожгла Эдинбург, и Арран освободил братьев, которые заключили с ним союз, чтобы поддержать французский план брака.
В июне Джордж отправил гонца к Марии де Гиз, чтобы она доставила свои письма в Лондон, и посоветовал ей сообщить королю Франции Франциску I, чтобы он имел дело только с ней, а не с регентом Арраном. Джордж провел ночь в Редхолле близ Эдинбурга с Адамом Оттерберном и объяснил ему свои соображения.
Неизвестно, бросил ли Джордж вызов регенту при Стерлинге. Братья были должным образом вызваны за измену парламентом 6 ноября 1544 года. Проблемы были быстро урегулированы, и братья Дугласы были помилованы парламентом 12 декабря 1544 года за недавние и предыдущие измены до 1542 года. В феврале 1545 года Джордж Дуглас отправил письмо королю Англии Генриху VIII, которое должен был переслать его английский знакомый Ральф Юр (который был убит в битве при Анкрум-Муре).
За месяц до битвы при Пинки, 9 августа 1547 года, граф Хартфорд, будущий герцог Сомерсет, лорд-протектор Англии, сказал послу Шотландии Адаму Оттерберну, что, если Джордж Дуглас будет вести переговоры в Ньюкасле-апон-Тайне, он, возможно, не вторгнется в Шотландию. Оттерберн посоветовал графу Аррану разрешить Дугласу вести переговоры, написав, что он будет работать на содружество обоих королевств и избегать пролития христианской крови. Регент Арран возражал против такой дипломатии и желал, чтобы другие, кроме Дугласа, могли встретиться в Ньюкасле. Больше встречи не было, и шотландская армия была разбита английскими силами вторжения при Пинки близ Массельбурга 10 сентября 1547 года. Дэвид Хьюм из Годскрофта рассказывает, что Ангус и сэр Джордж Дуглас были в битве верхом, собирая шотландские войска.
В 1548 году Джордж Дуглас поддерживал связь с английским командиром Уильямом Греем из Уилтона, который сделал его капитаном замка Йестер и Далкита. Однако, поняв, что Джеймс Дуглас теперь на стороне регента, Уилтон послал Джеймса Уилфорда и Томаса Уиндема заманить Джорджа в ловушку во дворце Далкейт. Далкейт был взят 3 июня 1548 года после битвы перед замком. Джордж сбежал, но его сын Джеймс Дуглас, мастер Мортон, был схвачен с «сильной раной в бедре». Его жена Элизабет Дуглас тоже была похищена, но Грей из Уилтона отпустил её, пообещав, что она вернет своего мужа на сторону англичан. Бывшие союзники Джорджа, лорды Восточного Лотиана Джон Кокберн из Ормистона и Александр Крайтон из Бранстейна, помогали Грею, который также похвалил «шотландца Ньютона», сражавшегося за него в Далкейте.
В июле 1548 года одному из слуг Джорджа Дугласа дали 45 фунтов стерлингов, чтобы он получил разведданные в Англии. Деньги предназначались для покрытия его расходов и расходов на посыльных в его секретной миссии. В сентябре 1549 года английский солдат Томас Холкрофт надеялся организовать захват Джорджа Дугласа и облегчить освобождение кастильцев из замка Святого Андрея, которые были заключенными во Франции.
Джордж Дуглас умер в 1552 году на севере Шотландии, служа королеве-вдове Марии де Гиз.